# Har Nuur (Hovd)
Il lago Har nuur (in mongolo: Хар нуур, "lago nero") si trova in Mongolia occidentale, nella valle dei laghi un bacino chiuso situato a nord-est della catena montuosa dell'Altaj e al confine nord-orientale della provincia di Hovd, tra il distretto di Dôrgôn e quello di Čandman'.
Fa parte di un gruppo di laghi interni che, in tempi preistorici (circa 5000 anni), era un unico grande lago. I cambiamenti climatici intervenuti hanno nel tempo inaridito la regione. Il lago preistorico a poco a poco andò dividendosi in più laghi: a ovest dell'Har nuur si trova il più grande Har-Us nuur e a sud c'è il Dôrgôn nuur al quale è collegato da un canale naturale. L'area ospita il Parco Nazionale dell'Har-Us.

## Collegamenti esterni

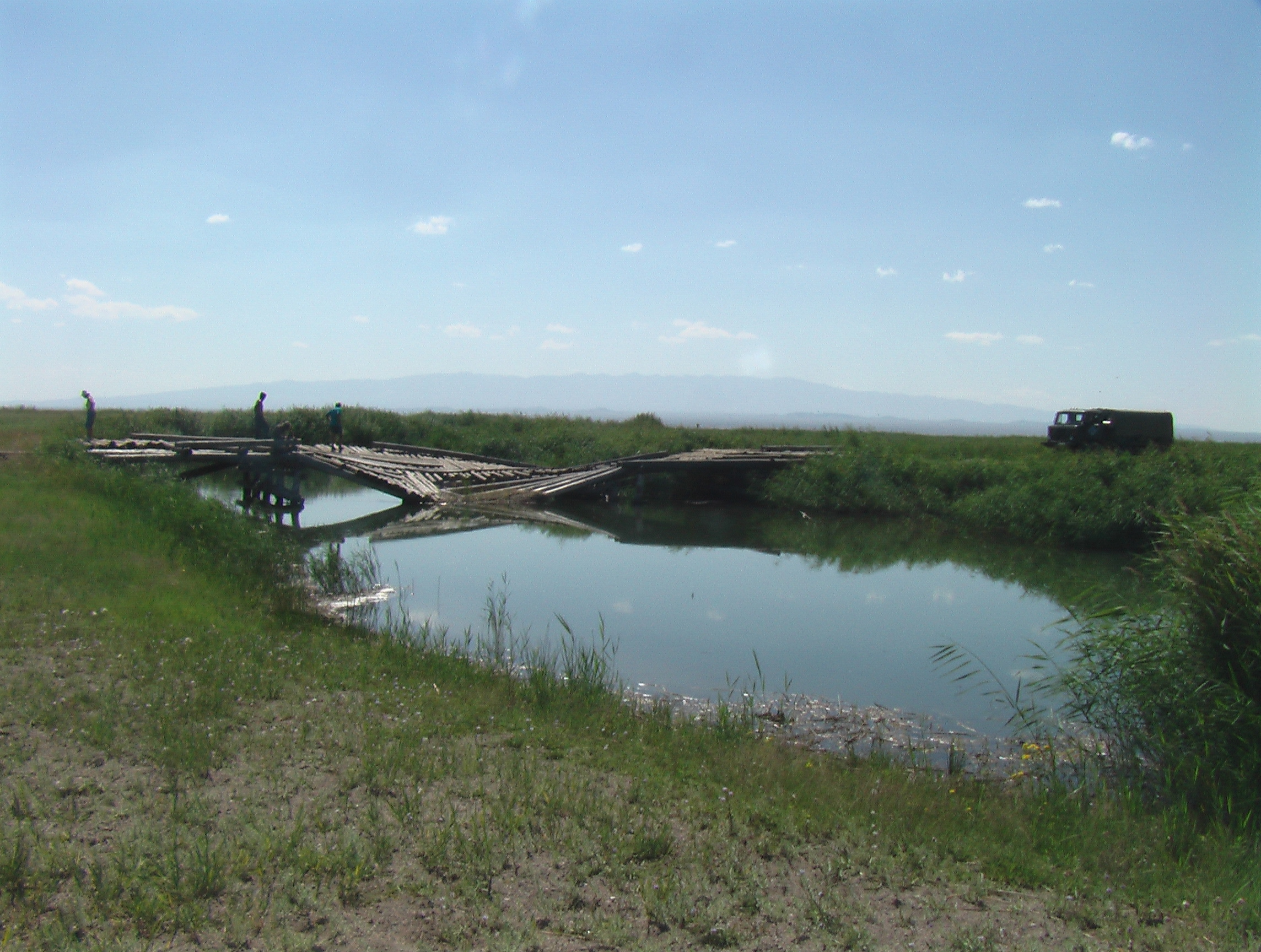
Il canale naturale che collega il Dôrgôn nuur al Har nuur